# Hagen Keller

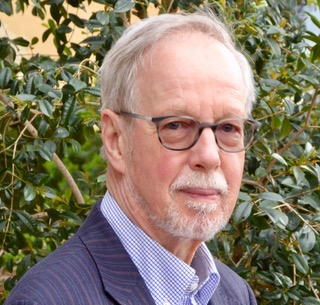
Hagen Keller

Ruedi Hagen Keller (* 2. Mai 1937 in Freiburg im Breisgau) ist ein deutscher Historiker, der die Geschichte des frühen und hohen Mittelalters erforscht. Vor allem arbeitet er über das Zeitalter der Ottonen, die italienischen Stadtkommunen und die Schriftkultur im Mittelalter. Keller lehrte von 1982 bis zu seiner Emeritierung im Jahr 2002 als Professor für mittelalterliche Geschichte an der Westfälischen Wilhelms-Universität Münster. Eine besonders fruchtbare Zusammenarbeit ergab sich dort mit seinem Kollegen Gerd Althoff. Mit ihren Arbeiten haben Keller und Althoff entscheidend zum Ansehen Münsters in der internationalen Mediävistik beigetragen. Kellers Forschungen üben seit den 1980er Jahren erheblichen Einfluss auf die deutsche und internationale Mediävistik aus und führten zu einer Neubeurteilung der früh- und hochmittelalterlichen Königsherrschaft.

## Leben

### Herkunft und frühe Jahre
Hagen Keller wurde im Mai 1937 in Freiburg im Breisgau geboren als Sohn des selbständigen Kaufmanns Rudolf Keller und dessen Frau Ruth, geb. Frankenbach. Er hat vier Geschwister, darunter den Vulkanologen Jörg Keller. Italien übte auf die ganze Familie eine besondere Anziehungskraft aus. Die Familie reiste erstmals 1952 nach Italien an den Lago Maggiore. Ab den 1950er Jahren knüpfte der Vater Geschäftsbeziehungen nach Italien. Er importierte italienische Holzbearbeitungsmaschinen. Kellers jüngere Brüder führten diesen Geschäftszweig fort. Kellers jüngere Schwester gab als Au-pair-Mädchen den Kindern einer italienischen Familie Deutschunterricht. Jörg Keller ging für das Studium zeitweilig nach Catania und befasste sich später als Vulkanologe mit Italien.
Nach der Bombardierung Freiburgs im Jahr 1944 lebte die Familie in Pfullendorf nördlich des Bodensees. 1950 kehrte sie nach Freiburg zurück. Während seiner Schulzeit beschäftigte sich Hagen Keller intensiv mit der Astronomie. Seit seiner Kindheit interessierte er sich weniger für historische Romane oder Biographien, seine historische Neugierde wurde vielmehr durch Denkmäler und konkrete Objekte angeregt. Ausgangspunkt für sein historisches Bewusstsein waren die unmittelbaren Erlebnisse aus seiner Kindheit, der Zweite Weltkrieg und der Nationalsozialismus.
Keller legte 1956 das Abitur am Kepler-Gymnasium in Freiburg ab. Angeregt durch den Oberstufenunterricht in Mathematik und Physik wollte er zunächst diese Fächer studieren. Diesen Plan verwarf er jedoch kurz vor Beginn des Semesters. Keller entschied sich, Lehrer zu werden. Vom Sommersemester 1956 bis zum Sommersemester 1962 studierte er Geschichte, Lateinische Philologie, Wissenschaftliche Politik, Germanistik, Philosophie sowie Sport an den Universitäten Freiburg und Kiel. Das mediävistische Proseminar absolvierte er im ersten Semester bei Manfred Hellmann. Sein Interesse für das Mittelalter wurde in seinem dritten Semester im Sommer 1957 durch die Kieler Vorlesung von Hans Blumenberg über die Philosophie des 14. und 15. Jahrhunderts gefördert. Nach seiner Rückkehr nach Freiburg konzentrierte Keller sich vor allem bei Gerd Tellenbach auf diese Epoche.

### Akademische Laufbahn
Seit Anfang 1959 gehörte Keller zum „Freiburger Arbeitskreis“ zur mittelalterlichen Personenforschung, einer Gruppe junger Forscher um Gerd Tellenbach. Dort lernte er Karl Schmid, Joachim Wollasch, Eduard Hlawitschka, Hansmartin Schwarzmaier und Wilhelm Kurze kennen. Der fachliche Austausch mit Karl Schmid hat ihn dabei in besonderem Maße dauerhaft geprägt. Als Schüler Tellenbachs befasste sich Keller zunächst mit Grundfragen der alemannisch-fränkischen Geschichte des Frühmittelalters. Im Jahr 1962 wurde er bei Tellenbach über das Thema Kloster Einsiedeln im ottonischen Schwaben promoviert.
In den Jahren 1962/63 war Keller wissenschaftlicher Assistent bei Tellenbach am Institut für Geschichtliche Landeskunde der Universität Freiburg, anschließend von 1963 bis 1969 wissenschaftlicher Mitarbeiter am Deutschen Historischen Institut in Rom. Während seines Romaufenthaltes fand Keller in der Gesellschaftsstruktur Italiens im Mittelalter einen seiner künftigen Arbeitsschwerpunkte. In Italien verbrachte Keller auch die ersten Ehejahre mit Hanni Kahlert, die er 1964 heiratete.
Von 1969 bis 1972 arbeitete Keller wieder als wissenschaftlicher Assistent am Historischen Seminar der Universität Freiburg. Dort erwarb er 1972 mit einer Arbeit über Senioren und Vasallen, Capitane und Valvassoren. Untersuchungen über die Führungsschicht in den lombardischen Städten des 9.–12. Jahrhunderts unter besonderer Berücksichtigung Mailands die Lehrbefähigung für Mittlere und Neuere Geschichte. Die Habilitationsschrift wurde für den Druck wesentlich überarbeitet und erweitert. Seine Freiburger Antrittsvorlesung hielt er im Juli 1972 über Spätantike und Frühmittelalter im Gebiet zwischen Genfer See und Hochrhein.
Nach einem erneuten Aufenthalt am Deutschen Historischen Institut in Rom von 1972 bis 1973 war Keller als Universitätsdozent in Freiburg tätig. 1976 wurde er zum außerplanmäßigen Professor ernannt. 1978 erhielt er eine C3-Professur für mittelalterliche Geschichte an der Universität Freiburg. 1979/80 war er Dekan der Philosophischen Fakultät IV und Sprecher des Gemeinsamen Ausschusses der Philosophischen Fakultäten der Universität Freiburg. Keller leitete in den Jahren 1980 bis 1982 die Abteilung Landesgeschichte im Historischen Seminar.
1982 wurde er als Nachfolger von Karl Hauck an die Westfälische Wilhelms-Universität Münster berufen, an der er bis zu seiner Emeritierung im Jahr 2002 Ordentlicher Professor für mittelalterliche Geschichte und Mitdirektor des Instituts für Frühmittelalterforschung war. Seine Antrittsvorlesung hielt er im Juni 1983 über das Bevölkerungswachstum und die Gesellschaftsorganisation im europäischen Hochmittelalter am Beispiel der oberitalienischen Agrargesellschaft während des 12. und 13. Jahrhunderts. In Münster war Keller einer der Gründer und langjähriger Sprecher des Sonderforschungsbereichs „Träger, Felder, Formen pragmatischer Schriftlichkeit“ und des Graduiertenkollegs „Schriftkultur und Gesellschaft im Mittelalter“. Keller sorgte wesentlich dafür, dass sich Münster zu einem Zentrum der internationalen Mediävistik entwickelte.
Als akademischer Lehrer betreute er 25 Dissertationen und fünf Habilitationen. Zu seinen akademischen Schülern gehören Franz-Josef Arlinghaus, Marita Blattmann, Christoph Dartmann, Jenny Rahel Oesterle, Hedwig Röckelein, Thomas Scharff und Petra Schulte. Seine Nachfolge in Münster trat Martin Kintzinger an. Keller hielt seine Abschiedsvorlesung in Münster im Juli 2002 über die Überwindung und Gegenwart des „Mittelalters“ in der europäischen Moderne. Darin versuchte er den gegenwärtigen Standort des Mittelalters zu definieren. Das verbreitete gesellschaftliche Selbstverständnis, sich vom Mittelalter abzugrenzen, sei seit dem 15. Jahrhundert feststellbar. Reform, Revolution, Rationalität und die technischen Erfindungen samt ihrer wirtschaftlichen und militärischen Nutzung hätten die Leitbilder und den Lebensrahmen gebildet, mit denen man sich vom Mittelalter habe absetzen wollen. Die Historiker der letzten drei Jahrzehnte hätten die Epochengrenze um 1500 jedoch immer weiter relativiert. Die fachwissenschaftliche Diskussion über Epochengrenzen und Epochenbezeichnungen verdeutliche ein neues Nachdenken über das Verhältnis der Gegenwart zu unserer langen Vergangenheit. Angesichts eines immer unklareren Epochenbewusstseins verortet Keller Aufgabe und Aktualität der Mediävistik in der Selbstvergewisserung des Menschen, für die die Kenntnis der Vergangenheit erforderlich sei.
Keller war von 1982 bis 1995 Mitherausgeber der Propyläen Geschichte Deutschlands und ist seit 1991 Mitherausgeber der Reihe Münstersche Historische Forschungen. Von 1988 bis 2011 war er Herausgeber der Frühmittelalterlichen Studien. Seit 1980 ist er Mitglied der Kommission für geschichtliche Landeskunde in Baden-Württemberg, seit 1989 des Konstanzer Arbeitskreises für mittelalterliche Geschichte und seit 1990 der Historischen Kommission für Westfalen. Keller lehrte als Gastprofessor am Istituto Italiano per gli Studi Storici in Neapel (1979), an der Universität Florenz (1997) und an der École des Hautes Études en Sciences Sociales in Paris (2001). Im Jahr 2002 wurde er in die British Academy aufgenommen und im selben Jahr Mitglied der Royal Historical Society in London.
Ihm wurde der 36. Band der Frühmittelalterlichen Studien gewidmet. Anlässlich seines 70. Geburtstags 2007 wurde ihm zu Ehren in Münster eine Tagung abgehalten, deren Ergebnisse 2011 in dem Sammelband Zwischen Pragmatik und Performanz. Dimensionen mittelalterlicher Schriftkultur veröffentlicht wurden. Zum 80. Geburtstag wurde im Mai 2017 ein Kolloquium am Historischen Seminar der Universität Münster abgehalten. Dabei standen aktuelle Perspektiven einer Geschichte des Politischen im Mittelalter im Blickpunkt.

## Werk
Keller legte über 150 Veröffentlichungen vor. Bedeutend sind seine Arbeiten zu Grundlagen und Erscheinungsformen ottonischer Königsherrschaft, über Adel und städtische Gesellschaft in Italien, über Umbrüche in der Salier- und Stauferzeit und über die Frühzeit des alemannischen Herzogtums. Seit 1975 arbeitete er eng mit Gerd Althoff zusammen, einem Schüler von Kellers Mentor Karl Schmid. Besonders fruchtbar war ihr Austausch für die Beschäftigung mit der ottonischen Geschichtsschreibung und dem Problemkomplex von Gruppenverhalten und Staatlichkeit.

### Grundlagen der ottonischen Königsherrschaft

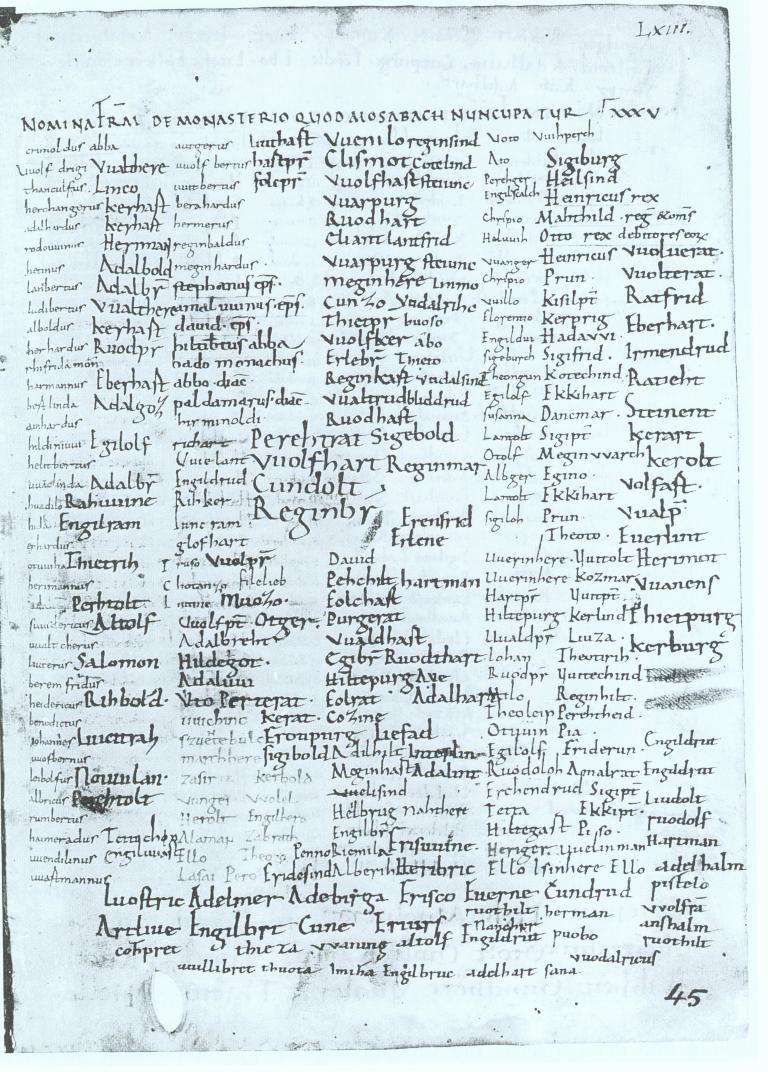
Das Reichenauer Verbrüderungsbuch verzeichnet die Namenseinträge der ottonischen Königsfamilie und ihrer wichtigsten Helfer von 929.

Ausgangspunkt für Kellers Arbeiten zu den Funktionsweisen der ottonischen Königsherrschaft sind die Forschungen seines Lehrers Gerd Tellenbach. In den 1950er Jahren erkannte der „Freiburger Arbeitskreis“, dass Eintragungen in den Verbrüderungs- und Gedenkbüchern des frühen Mittelalters gruppenweise erfolgten. Angehörige der Führungsschichten ließen in Krisenzeiten verstärkt die Namen ihrer Verwandten und Freunde in die Gedenkbücher von Klöstern eintragen. Dies war der älteren, verfassungsgeschichtlich ausgerichteten Forschung verborgen geblieben. Die Analyse der Memorialüberlieferung brachte ein völlig neues Verständnis der Bindungen und Kontakte, die Adel, Kirche und Königtum zueinander unterhielten. Dadurch wurden auch die Ausführungen in der ottonischen Geschichtsschreibung besser verständlich. Der „Freiburger Arbeitskreis“ legte zahlreiche prosopographische sowie adels- und sozialgeschichtliche Arbeiten vor allem zum 10. Jahrhundert vor. Die fachwissenschaftliche Diskussion über die „Entstehung“ des „deutschen“ Reiches war laut Gerd Althoff ebenfalls für Kellers Forschungen von Bedeutung. Als Resultat formulierte Keller 1983 anlässlich des 80. Geburtstags von Gerd Tellenbach seine neue Sicht auf die „Grundlagen ottonischer Königsherrschaft“. Seine Ausführungen zeigten, dass er diese Königsherrschaft anders einschätzte als sein Lehrer Tellenbach und einige von dessen älteren Schülern wie beispielsweise Josef Fleckenstein. Nach Fleckensteins Darstellung waren alle Aktivitäten des Königs langfristig darauf ausgerichtet, dessen Macht gegenüber Adel und Kirche zu stärken. Keller hingegen ging bei seiner Analyse der politischen Ordnung des ottonischen Reichs von einer polyzentrischen Herrschaftsordnung aus. Nach seiner Auffassung beschreibt eine Auszählung der Königshöfe sowie von Königsgut, Abgaben, Zöllen und anderen Einkünften die staatliche Ordnung und die politischen Gestaltungsmöglichkeiten im 10. und 11. Jahrhundert nicht hinreichend. Nicht mehr Erwerb und Steigerung der Macht waren für Keller der Beurteilungsmaßstab für die Leistungen der ottonischen Herrscher, sondern ihre Integrationsfunktion. Dem Königtum sei die Aufgabe zugefallen, die einzelnen Adelsherrschaften „über die Gestaltung der personalen Beziehungen zu integrieren und ihnen so die Qualität einer Herrschafts- und Rechtsordnung zu verleihen“. Als überholt galt mit diesen Einsichten das unter dem Einfluss des Nationalsozialismus von Otto Brunner und Theodor Mayer gezeichnete Bild eines auf Treue und Gefolgschaft gegenüber einem Führer basierenden Personenverbandsstaates. In der Folge untersuchte Gerd Althoff die personalen Beziehungsgeflechte, die König und Große untereinander aufbauten, unterhielten und bei Bedarf auch verändern konnten.
Als methodisch wichtige Studie für das Verständnis der ottonischen Königsherrschaft gilt Kellers 1982 veröffentlichter Aufsatz Reichsstruktur und Herrschaftsauffassung in ottonisch-frühsalischer Zeit, den Gerd Althoff als „Initialzündung“ für die weitere Forschung über die Grundlagen der ottonischen Königsherrschaft bezeichnete. In dieser Arbeit untersuchte Keller anhand der Ausstellungsorte von Urkunden Ottos I., Heinrichs II. und Heinrichs III. das Verhältnis der ottonisch-salischen Herrscher zu den süddeutschen Herzögen in Bayern und Schwaben. Erstmals wurde damit die Bedeutung Schwabens im Itinerar der Ottonen und frühen Salier untersucht. Keller beobachtete dabei einen tiefgreifenden Wandel der ottonischen Königsherrschaft. Bis in die Zeit Ottos III. wurde Schwaben nur als Durchreiseland nach Italien genutzt; die Königsaufenthalte fielen möglichst kurz aus. Ab dem Jahr 1000 hingegen wurde die Königsherrschaft durch „die periodische Präsenz des Hofes in allen Teilen des Reiches“ öffentlich demonstriert. Dieser Aufsatz ebnete den Weg für ein neues Verständnis der Ausdehnung des ottonischen Königtums im Reich.
In ihrer 1985 veröffentlichten Doppelbiographie der beiden ersten Ottonen Heinrich I. und Otto I. machten Hagen Keller und Gerd Althoff intensiven Gebrauch von den Erkenntnissen zum mittelalterlichen Gebetsgedenken. Insbesondere das Gebetsgedenken in den ottonischen Hausklöstern von Lüneburg und Merseburg vermittelte einen Eindruck von den verwandtschaftlichen und Bündnisbeziehungen der adligen Besitzer. Amicitiae (Freundschaftsbündnisse) wurden zum zentralen Herrschaftsinstrument Heinrichs I. im Umgang mit den Großen, convivia (gemeinsame Ritualmahle) waren Ausgangspunkte für politische Bündnisse und Verschwörungen. Die beiden ersten ottonischen Herrscher waren für Althoff und Keller nicht mehr Symbole für Deutschlands frühe Macht und Größe, sondern eher Repräsentanten einer neuzeitlichem Denken fernen archaischen Gesellschaft. Keller und Althoff machten einen Strukturwandel in der Herrschaft Heinrichs I. und Ottos I. aus. Heinrich habe als König mit Hilfe formeller Freundschaftsbündnisse einen Ausgleich mit zahlreichen Herrschaftsträgern erzielt. Das auf der Basis dieser Freundschaftseinungen getroffene Arrangement mit den Herzögen gehörte für Keller und Althoff zu den „Grundlagen für den raschen Erfolg bei der Stabilisierung der Königsherrschaft“. Heinrichs Sohn Otto I. habe dagegen diese wechselseitig bindenden Bündnisse (pacta mutua) mit den Großen seines Reiches nicht fortgesetzt und dadurch Konflikte heraufbeschworen. Otto habe keine Rücksicht auf die Ansprüche seiner Verwandten und des Adels genommen; vielmehr sei es ihm um die Durchsetzung seiner königlichen Entscheidungsbefugnis gegangen. Mit der Aufnahme karolingischer Traditionen habe Otto den Abstand zwischen König und Adel verdeutlicht. Angesichts der Freundschaftsbündnisse zwischen Heinrich und den süddeutschen Herzögen vertraten Althoff und Keller die Ansicht, dass nach damaligem Verständnis „die Ansprüche der Herzöge kaum weniger begründet oder berechtigt waren als sein eigener Anspruch auf die Königsherrschaft“. Demnach sei es nur konsequent gewesen, dass Heinrich durch den Verzicht auf die Salbung bei seiner Königserhebung auf eine zusätzliche Legitimation seines Königtums verzichtete. Die Erkenntnis über Sinn und Bedeutung der Amicitia-Bündnisse relativierte auch das in der älteren Forschung gezeichnete Bild eines antiklerikalen Königs. Die Gebetsverbrüderungen schloss Heinrich gleichermaßen mit geistlichen und weltlichen Großen. Laut Althoff und Keller schufen die Freundschaftspakte mit den Herzögen auch neue Gestaltungsspielräume für den König. Die Großen hatten selbst Bindungen und Verpflichtungen, die die Reichsgrenzen überschritten. Das Arrangement mit den Herzögen und die damit einhergehende Macht- und Ruhmvergrößerung brachten dem König neue Möglichkeiten, in den Nachbarräumen des Reiches zu seinem Vorteil zu wirken.
Auf dem Deutschen Historikertag 1988 in Bamberg leitete Keller die Sektion „Gruppenbindung, Herrschaftsorganisation und Schriftkultur unter den Ottonen“. Damals befasste er sich mit dem grundsätzlichen Problem der „Staatlichkeit“ im Frühmittelalter und hielt ein Referat „Zum Charakter der ‚Staatlichkeit‘ zwischen karolingischer Reichsreform und hochmittelalterlichem Herrschaftsausbau“. Nach Keller lässt sich die politische Kultur der Ottonen im 10. Jahrhundert nicht mit den Kategorien moderner Staatlichkeit erfassen. Die ottonische Herrschaft sei weitgehend ohne Schriftlichkeit, ohne Institutionen, ohne geregelte Zuständigkeiten und Instanzenzüge, vor allem aber ohne Gewaltmonopol ausgekommen. Die politische Ordnung der Ottonenzeit sei vielmehr durch Mündlichkeit, Rituale und personale Bindungen charakterisiert, während das Reich der Karolinger von Schriftlichkeit, Institutionen, einer starken zentralistischen Herrschaftsform und der königlichen Vergabe von Ämtern geprägt gewesen sei. Die Möglichkeiten und Grenzen von Königsherrschaft im 10. Jahrhundert unter diesen Bedingungen wurden in Bamberg von Gerd Althoff mit Blick auf die institutionellen Mechanismen der Konfliktaustragung und -lösung zwischen König und Großen und von Rudolf Schieffer anhand des Verhältnisses des Episkopats zum König ausgeleuchtet. Die in Bamberg gehaltenen Vorträge erschienen 1989 in den Frühmittelalterlichen Studien und gelten als wichtiger Ausgangspunkt für eine Neubeurteilung der ottonischen Königsherrschaft.
Die Befunde der Memorialüberlieferung schufen auch neue Voraussetzungen für die Lektüre der Werke der ottonischen Geschichtsschreibung. Karl Schmid war im Zuge der Erschließung der klösterlichen Gedenkbücher aus karolingischer und ottonischer Zeit im Reichenauer Gedenkbuch auf einen Eintrag gestoßen, der Otto bereits 929 als rex bezeichnet. Seine Forschungsbeiträge von 1960 und 1964 zur Thronfolge Ottos I. führten neue Fakten in die fachwissenschaftliche Diskussion ein. Bis dahin war die Forschung ausschließlich von den Angaben Widukinds von Corvey ausgegangen, aus dessen Sachsengeschichte hervorzugehen schien, dass König Heinrich I. seinen ältesten Sohn Otto 936 und damit erst kurz vor seinem Tod zum Nachfolger bestimmt hatte. In einem Aufsatz zu Widukinds Bericht über die Königserhebung Ottos des Großen in Aachen, der 1995 im Zusammenhang der Diskussion um die Erinnerungs- und Überlieferungskritik entstand, hob Keller demgegenüber die Bedeutung der Ergebnisse hervor, die Karl Schmid auf der Basis der Memorialüberlieferung gewonnen hatte: Sie „ermöglichen und erzwingen einen andersartigen Zugriff: nämlich die Darstellungsabsicht und deren ‚verformende‘ Wirkung auf die ‚Berichterstattung‘ an einem zentralen Punkt durch die Konfrontation mit abweichenden Angaben zu überprüfen“. Gleichzeitig wies Johannes Fried darauf hin, dass historische Ereignisse einem starken Verformungsprozess unterliegen. Die geschichtliche Erinnerung „wandelte sich unablässig und unmerklich, selbst zu Lebzeiten der Beteiligten“. Die so entstandene Sicht auf die Vergangenheit war nach Fried „mit der tatsächlichen Geschichte nie identisch“. Die Sachsengeschichte Widukinds von Corvey, die Hauptquelle für das frühottonische Königtum, ist für Fried „ein fehlergesättigtes Konstrukt“. Ausgehend von Schmids Arbeiten über eine mögliche Nachfolgeregelung Heinrichs I. bereits um 928/29 widmete sich Keller erneut der Widukind-Kritik. Im Gegensatz zu dem von den Historikern Fedor Schneider, Martin Lintzel und Carlrichard Brühl herausgearbeiteten und von Johannes Fried weiterverfolgten Ansatz der Unzuverlässigkeit der ottonischen Geschichtsschreibung konzentrierte Keller sich jedoch auf die Auswirkungen einer absichtlich formenden und verformten Darstellung, die am Geschehen etwas Bestimmtes zeigen will. Keller bezweifelte grundsätzlich, dass es legitim sei, ethnologische Methoden zur Erforschung gänzlich schriftloser Kulturen auf einen literarisch gebildeten mittelalterlichen Geschichtsschreiber wie Widukind anzuwenden. Vielmehr habe Widukind seinen Standpunkt „gestützt auf das ganze Arsenal literarischer Gestaltungsmöglichkeiten einer traditionsreichen Schriftkultur“ vertreten. Gegen Frieds Überlieferungskritik wandte Keller ein, dass es 967/68 noch Zeitzeugen gab, die die Geschehnisse bei den Königserhebungen und Nachfolgeregelungen der Jahre 919, 929/30 und 936 unmittelbar miterlebt hatten. An ihrer Erinnerung habe man nicht vorbeigehen können. Aus italienischen Zeugenverhören des 12. und 13. Jahrhunderts sei bekannt, dass die Erinnerung der ältesten Befragten nach eigenen Angaben bis zu 70 Jahre zurückreichte. Nach Keller fand eine Königserhebung mit gleichzeitiger Salbung in ottonischer Zeit erstmals 961 und nicht schon 936 statt. Widukinds Bericht über die Aachener Wahl und Krönung Ottos I. von 936 verstand Keller als Rückprojektion des Geschichtsschreibers nach dem Vorbild der Krönung und Salbung Ottos II. 961 in Aachen, bei der er als Zeuge zugegen war. Diese These hatte Keller bereits in Vorträgen von 1969 und 1972 vertreten. Die geistliche Weihe Ottos sei bereits 930 in Mainz erfolgt. Dabei beruft sich Keller auf eine Notiz der aus dem 13. Jahrhundert überlieferten Lausanner Annalen, die durch die Arbeiten Schmids über Heinrichs Nachfolgeregelung im Königtum neue Bedeutung erhält. Der Aachener Akt von 936 erscheine dadurch nur noch als Herrschaftsdemonstration. Diese Rekonstruktion klärt nach Keller auch die bislang „eher verworren erscheinende Geschichte des Krönungsrechtes und des Krönungsortes im römisch-deutschen Reich“. Sie entlarve Widukind aber nicht als Fabulierer. Vielmehr bewertet Keller Widukinds Darstellung „selbsterfahrener“ Geschichte als eine Stellungnahme zu aktuellen Fragen. Widukinds Beschreibung der Krönung sei als Kritik am wachsenden Einfluss der Kirche auf die Herrschaftslegitimation und an der zunehmenden Sakralisierung des Königtums zu verstehen. Der Geschichtsschreiber stelle dieser Entwicklung den „göttlichen Heilsplan“, also den Aufstieg der Sachsen zum Königtum als Ausdruck göttlichen Wirkens, und das Kriegerkönigtum entgegen. Keller kam damit zu gänzlich anderen Ergebnissen als Hartmut Hoffmann, der Schmids Thesen von einer Entscheidung über die Nachfolge 929/30 und einer damit verbundenen frühen Salbung Ottos ablehnte.
In einer weiteren Untersuchung versucht Keller zu zeigen, dass Widukinds Geschichtsbild im Hinblick auf die ottonische Königsherrschaft von biblischem Gedankengut geprägt war. Die Ermahnungen, die Judas Makkabäus oder seine Brüder vor Beginn einer Schlacht an ihre Truppen gerichtet haben sollen, seien vergleichbar mit den Reden der sächsischen Könige Heinrich und Otto vor den Ungarnschlachten 933 und 955. Die makkabäischen Heerführer hätten ihre Gefolgsleute ermahnt, ihr ganzes Vertrauen auf Gott und die von Gott gewährten Siege ihrer Vorväter zu setzen und für die Geltung des göttlichen Gesetzes mit ihrem Leben einzustehen. Die Feinde könnten dagegen nur auf ihre Übermacht und ihre eigenen Waffen vertrauen. Nach Widukinds Überzeugung wiederholten sich in den militärischen Erfolgen König Heinrichs und seines Sohnes Otto die Siege, die Gott den Makkabäern gegen die Übermacht gottloser Feinde gewährt hatte.
Bei der Untersuchung der Herrscherdarstellung in der ottonischen Historiographie der 960er Jahre (Widukind, Liudprand von Cremona und Hrotsvit) lehnt Keller es ab, „die Aussagen der Autoren einfach als Zeugnisse für eine freischwebende Ideengeschichte des Königtums zu interpretieren“. Vielmehr standen nach Keller die Aussagen der ottonischen Geschichtsschreibung in einem „unmittelbaren Lebensbezug“ und ihre Formulierungen sind als eine „Stellungnahme zu Fragen, die den innersten Kreis des Hofes, die Machtträger jener Zeit bewegten“, zu verstehen.

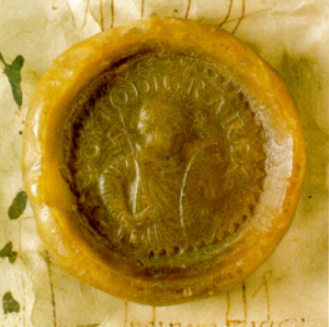
Das Königssiegel Ottos I. zeigt den König mit Lanze und Schild. Es war von 936 bis 961 in Gebrauch.

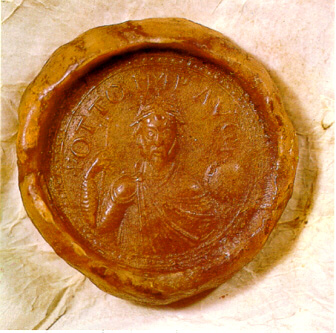
Das sogenannte Dritte Kaisersiegel (um 965) Ottos I. zeigt herrscherliche Insignien (Krone, Kreuzszepter und Reichsapfel) und stellt den Herrscher nicht mehr mit Lanze und Schild dar. Die frühere Profil- bzw. Seitenansicht beim Siegel wird durch die Frontalansicht ersetzt.

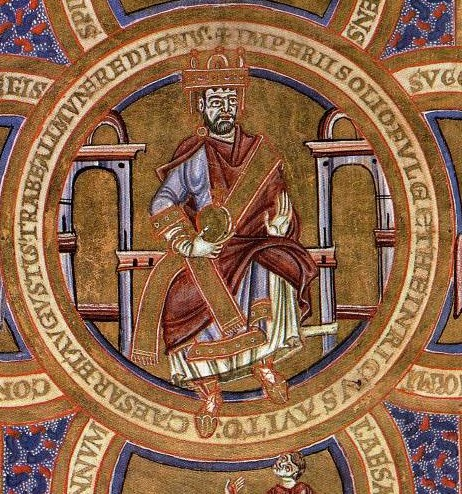
Ausschnitt mit dem thronenden Kaiser Heinrich II. (oder Heinrich III.?) im Evangeliar von Montecassino (Rom, Biblioteca Apostolica Vaticana, Codex Ottob. lat. 74, fol. 193v)

Keller konnte anhand der Untersuchung verschiedener Quellengattungen (Historiographie, Herrschaftszeichen, Herrscherbilder) eine grundsätzliche Gebundenheit der ottonischen Königsherrschaft an die christliche Herrscherethik herausarbeiten. In seinen Studien zum Wandel des Herrscherbildes auf den karolingischen und ottonischen Königs- und Kaisersiegeln verstand er diese nicht mehr nur als bloße Herrschaftspropaganda, sondern berücksichtigte stärker den liturgischen Überlieferungskontext. Er beobachtete eine grundlegende Veränderung in der Herrschaftsrepräsentation unter Otto dem Großen. Auf den Siegeln wandelte sich nach der Kaiserkrönung von 962 die Darstellung des Herrschers von fränkisch-karolingischen Vorbildern zu einer Herrscherdarstellung nach byzantinischem Vorbild: Aus der Halbfigur des Königs in Seitenansicht wird die Darstellung des Kaisers im Frontalbild. Keller untersuchte das Herrscherbildnis des in Montecassino aufbewahrten Codex der Vatikanischen Apostolischen Bibliothek Ottobonianus latinus 74. Er will diese Handschrift der Zeit Heinrichs III. („um 1045/47“) zuweisen. Das Herrscherbild auf Folio 193v stelle nicht Heinrich II., sondern Heinrich III. dar. Für seine These stützt er sich auf Wipos Tetralogus und zeigt Gemeinsamkeiten im Herrschaftsverständnis zwischen Miniatur und literarischem Werk auf. Bis zu Kellers Interpretation war das Bildnis immer auf Heinrich II. bezogen worden.
Für eine Neubewertung der früh- und hochmittelalterlichen Königsherrschaft wurde auch die symbolische Kommunikation bedeutsam. Hagen Keller machte sich in enger Zusammenarbeit mit Gerd Althoff Gedanken über demonstrativ-rituelle und symbolische Handlungsweisen in der Ottonenzeit. Die Erforschung von Ritualen und Formen symbolischer Kommunikation führte zu der Erkenntnis, dass die Darstellungsabsicht der ottonischen Geschichtsschreiber vor allem auf die Bindungen und Verpflichtungen des Herrschers gegenüber Gott und den Getreuen fokussiert sei. Angesichts der Bedeutung von personalen Bindungen und symbolischen Kommunikationsformen entwickelte Gerd Althoff die zugespitzte These von der ottonischen „Königsherrschaft ohne Staat“.
Neben der fehlenden institutionellen Durchdringung des Ottonenreiches ist die auf konsensualen Bindungen beruhende Herrschaftsausübung zentrales Kriterium in Kellers Analyse der Grundlagen ottonischer Königsherrschaft. Nach Keller erhielt der König seine Dignität und Autorität aus dem Konsens seiner Getreuen und aus der durch Gott legitimierten Ordnung, als deren Sachwalter er auftrat. In einer Untersuchung über die Rolle des Königs bei der Einsetzung der Bischöfe im Ottonen- und Salierreich hat Keller gezeigt, dass die Promotionen meist das konsensuale Ergebnis von Verhandlungen zwischen Herrscher und Domkapitel waren.
Im Jahr 2001 veröffentlichte Keller eine knappe Darstellung der Ottonengeschichte für ein breiteres Publikum. Diese Überblicksdarstellung erschien 2008 in vierter Auflage und wurde 2004 ins Tschechische und 2012 ins Italienische übersetzt. Im Jahr 2002 wurden zu Kellers 65. Geburtstag sieben zwischen 1982 und 1997 erschienene Aufsätze in dem Sammelband Ottonische Königsherrschaft. Organisation und Legitimation königlicher Macht neu herausgegeben. Zusammen mit Gerd Althoff verfasste Keller den 2008 erschienenen Band 3 des neuen „Gebhardt“ (Handbuch der deutschen Geschichte) über die Zeit der Spätkarolinger und Ottonen. Keller verfasste dabei den Abschnitt über die Zeit vom Ende des karolingischen Großreiches bis zum Ende der Herrschaft Ottos II. Das Kapitel „Lebensordnungen und Lebensformen“ wurde von beiden Autoren gemeinsam geschrieben. Ihr erklärtes Ziel war eine „grundlegende Revision des überkommenen Geschichtsbildes“, also die „Entnationalisierung des Bildes vom ottonischen Reich“.

### Italienische Stadtkommunen und Schriftkultur im Mittelalter
Seit etwa 1965 werden mit Hilfe von Privaturkunden die Beziehungsfelder von Personen und Familien im Mittelalter erforscht. Dieser neue Zugang wurde durch Gerd Tellenbach und seine Schüler an Beispielen aus der Toskana und der Lombardei umgesetzt. Die eingehende Erforschung der Herrschaftsstrukturen auf der Grundlage von Privaturkunden war auch für die Stadtgeschichte von besonderer Bedeutung. Im Jahre 1969 legte Keller seine erste Untersuchung über Italien vor. Darin befasste er sich mit dem Gerichtsort innerhalb der größeren Städte der Toskana und Oberitaliens vom 9. bis zum 11. Jahrhundert und zog daraus Schlussfolgerungen über das Kräfteverhältnis zwischen König, Bischof, Graf und städtischem Patriziat. Die Untersuchung zeigt, wie die aufsteigenden Kräfte in den Städten, die Capitani (hoher Adel) und die Valvassoren, dem Einfluss des Herrschers entglitten. Keller konstatiert außerdem einen Zerfall der materiellen Grundlagen des langobardisch-italienischen Königtums: Reichsgut und Reichsrechte gingen an den Feudaladel verloren. In seiner 1979 veröffentlichten Habilitationsschrift Adelsherrschaft und städtische Gesellschaft in Oberitalien nimmt er nicht mehr nur die Hocharistokratie der Grafen und Markgrafen in den Blick, sondern den mittleren Adel, die als bischöfliche (Unter-)Vasallen bekannten capitani und Valvassoren. Keller analysiert zunächst die Entwicklung der Begriffe plebs, populus, civis, capitaneus und valvassor im 11. und 12. Jahrhundert. Anschließend untersucht er die Vermögenssituation von Capitanen, Bauern und Valvassoren. Die Ursache für die oberitalienischen Vasallenaufstände Ende des 10. und Anfang des 11. Jahrhunderts sieht er in der „Revindikation von Kirchengut und von Reichsrechten, die den Kirchen überlassen worden waren“. Es ging also um Widerstand gegen Maßnahmen, die die Stellung des Adels gefährdeten. In der sozialen Entwicklung konstatiert Keller „eine Konstanz der adligen Oberschicht vom späten 9. bis in das 12. Jahrhundert und eine vom Wandel der Herrschaftsstrukturen geprägte und von der wirtschaftlichen Entwicklung bestärkte soziale Dynamik unterhalb dieser adligen Führungsgruppe“. Da die Untersuchung hauptsächlich Mailänder Quellen auswertete, wurde sie in Italien vor allem als Studie über Mailand und seinen Einflussbereich wahrgenommen. Keller wollte jedoch an einem regionalen Beispiel zeigen, „wie weit und in welchen Formen die Sozialgeschichte Oberitaliens in die allgemeinen Entwicklungen der société féodale während des 10.–12. Jahrhunderts einbezogen war“. Kellers Arbeit, die 1995 ins Italienische übersetzt wurde, gilt als eine der wichtigsten Fallstudien zu den italienischen Kommunen.
Im Jahre 1986 wurde an der Universität Münster der neue mediävistische Sonderforschungsbereich 231 zum Thema „Träger, Felder, Formen pragmatischer Schriftlichkeit im Mittelalter“ eingerichtet. Anlass für ein interdisziplinäres Forschungsvorhaben über die Entwicklung der europäischen Schriftkultur im Mittelalter war die in den 1960er und 1970er Jahren geführte internationale Debatte über die Kommunikationsbedingungen in oralen Gesellschaften. Die Arbeit des Sonderforschungsbereichs knüpfte an diese Forschungssituation an. Aus dem von Keller initiierten und geleiteten Sonderforschungsbereich gingen zahlreiche Arbeiten zur Pragmatik der Schrift selbst oder zur Funktion des Verwaltungsschrifttums in den oberitalienischen Kommunen hervor. Der Sonderforschungsbereich befasste sich mit der europäischen Schriftlichkeitsentwicklung vom 11. bis zum frühen 16. Jahrhundert. Laut dem Erstantrag von 1985 war dies die Epoche, in der Schriftlichkeit „eine für die Gesellschaft wie für den Einzelnen lebensbestimmende Funktion“ erhielt. Als entscheidende Übergangsphase wurde für Oberitalien das 11. und 12. Jahrhundert verstanden. In dieser Zeit weitete sich die Schriftlichkeit auf alle Bereiche der menschlichen Interaktion aus. Das Forschungsprogramm des Sonderforschungsbereichs wurde ab 1986 durch Untersuchungen in sieben Teilprojekten umgesetzt. Die auf vier internationalen Kolloquien vorgestellten und diskutierten Ergebnisse wurden in vier umfangreichen Bänden veröffentlicht. Pragmatische Schriftlichkeit wird dabei als handlungsorientierte Schriftlichkeit aufgefasst. Als „pragmatisch“ im Sinne des Forschungsprogramms werden alle „Formen der Schriftlichkeit, die unmittelbar zweckhaftem Handeln dienen oder die menschliches Tun und Verhalten durch Bereitstellung von Wissen anleiten wollen“ verstanden, das heißt „Schriftgut, für dessen Entstehung und Nutzung Erfordernisse der Lebenspraxis konstitutiv waren“. Mit der pragmatischen Schriftlichkeit hat sich Keller vor allem im Hinblick auf die italienischen Stadtkommunen und die kommunalen Gesellschaften des Hochmittelalters beschäftigt.
Von 1986 bis 1999 leitete Keller im Rahmen des Sonderforschungsbereichs 231 das Teilprojekt A, „Der Verschriftlichungsprozess und seine Träger in Oberitalien“. Ab dem 12. Jahrhundert erweitert sich die Quellengrundlage im kommunalen Italien. Die schriftliche Dokumentation für Regierung und Verwaltung nahm dort in einem Ausmaß zu, für das es in Europa trotz allgemeiner Zunahme der Schriftlichkeit keine Parallele gibt. Nach Keller haben drei Faktoren den Verschriftlichungsprozess in der Administration der italienischen Stadtkommunen besonders begünstigt. Der erste war die zeitliche Beschränkung der kommunalen Amtsausübung; sie erforderte zur Sicherstellung der Kontinuität die schriftliche Fixierung des Verwaltungshandelns und der Verfahrensschritte in der Rechtspflege. Zweitens führte die Furcht vor Amtsmissbrauch zu einer detaillierten Festlegung der Amtsbefugnisse und der Verhaltensregeln für Amtsträger, um Amtsführung und Verwaltungshandeln auf ihre Korrektheit überprüfen zu können. Bei Übertretung der Vorschriften mussten Sanktionen bestimmt werden. Der dritte Faktor waren die zunehmenden Maßnahmen der Kommune zur Vorsorge für Lebensunterhalt, Sicherheit und Wohlstand der Gemeinschaft. Die Ausweitung des Schriftgebrauchs im kommunalen Italien brachte in Form der Statutencodices, der umfassenden Sammlungen des geltenden Satzungsrechts, eine neue Quellengattung hervor, deren Entstehung, frühe Geschichte, Struktur und gesellschaftliche Bedeutung Keller mit seinem Forschungsprojekt untersuchte. Die Normsetzung durch Statuten wird als Ausdruck eines tiefgreifenden Kulturwandels in den italienischen Kommunen verstanden. Der starke Anstieg der Schriftlichkeit ging demnach mit einer Vielzahl neuer statutarischer Bestimmungen einher, einer systematischen Ordnung der Statutenbücher und einer periodischen Neuredaktion. Innerhalb von wenigen Jahrzehnten veränderten sich die Formen der Rechtssicherung und des Rechtsverfahrens grundlegend.
Das Forschungsprojekt zum pragmatischen Schriftgebrauch im kommunalen Italien konzentrierte sich zunächst auf die Modernisierung von Regierung und Verwaltung. Weitere Forschungen machten aber auch die Nachteile des Schriftgebrauchs deutlich. Die Schriftlichkeit habe eine verstärkte Reglementierung der bäuerlichen Wirtschaftsführung und des dörflichen Lebens mit sich gebracht. So wurde den Landgemeinden, nach Sorten aufgeschlüsselt, vorgeschrieben, wie viel Getreide sie in die Stadt zu liefern hatten. In den verstärkt auftretenden Pachtverträgen wurden die Abgaben der einzelnen Feldfrüchte detailliert festgelegt. Die Viehhaltung der Bauern wurde reduziert. Die städtischen Kommunen verboten der Bergbevölkerung das Halten von Tragtieren. Eine jeweils genau festgelegte Zahl dieser Tiere durften nur noch Müller und Fuhrleute halten; sie mussten für Polizeikontrollen Zulassungspapiere bei sich führen.
Keller und seine Münsteraner Forschungsgruppe konnten an zahlreichen Beispielen zeigen, wie kontinuierlich und lückenlos das Verwaltungs- und Regierungshandeln in den italienischen Kommunen verschriftlicht wurde. Damit ging auch ein neuer Umgang mit den Aufzeichnungen einher. Durch eine gezielte Archivierung konnten Akten auch nach Generationen wieder aufgefunden und benutzt werden. Die schriftliche Dokumentation half beispielsweise in Notzeiten, die Versorgung der eigenen Bürger zu gewährleisten, und sie erleichterte auch das Aufspüren von Häretikern. So war die mittelalterliche Ketzerinquisition nach Thomas Scharff, einem Mitarbeiter Kellers, ohne „den Zuwachs an pragmatischer Schriftlichkeit überhaupt nicht denkbar“.
Ausgehend von seinen Untersuchungen zum administrativen Schriftgut in den italienischen Kommunen, das ab dem ausgehenden 12. Jahrhundert immens anwuchs, befasste sich Keller mit den gesellschaftlichen Begleiterscheinungen und anthropologischen Folgen dieses Verschriftlichungsprozesses. Er fragte nach der Bedeutung der Schrift für Weltorientierung und Handlungsstrategien der Menschen. Seine These lautet, „daß an die Verschriftlichung gebundene Formen kognitiver Orientierung von unmittelbarer Bedeutung sind für den Prozeß der Individualisierung, der sich in der Gesellschaft Europas seit dem Hochmittelalter verfolgen läßt“. Diese Überlegungen hängen mit der allgemeinen Diskussion um die Entstehung der Individualität ab dem 12. Jahrhundert zusammen. Keller zeigte anhand der Steuererhebung und der Getreide- und Versorgungspolitik, dass die Lebensumstände jedes einzelnen Bürgers in der Kommune durch administrative Schriftlichkeit in kontrollierbare Verfahren eingebunden wurden. Ebenso hatte der Verschriftlichungsprozess um 1200 auch eine tiefgreifende Veränderung des Rechtslebens in den italienischen Städten zur Folge. Die Verschriftlichung des Rechts bewirkte, dass das Individuum sich aus Gruppenbindungen lösen und sich selbst in der politischen und sozialen Ordnung verorten konnte.

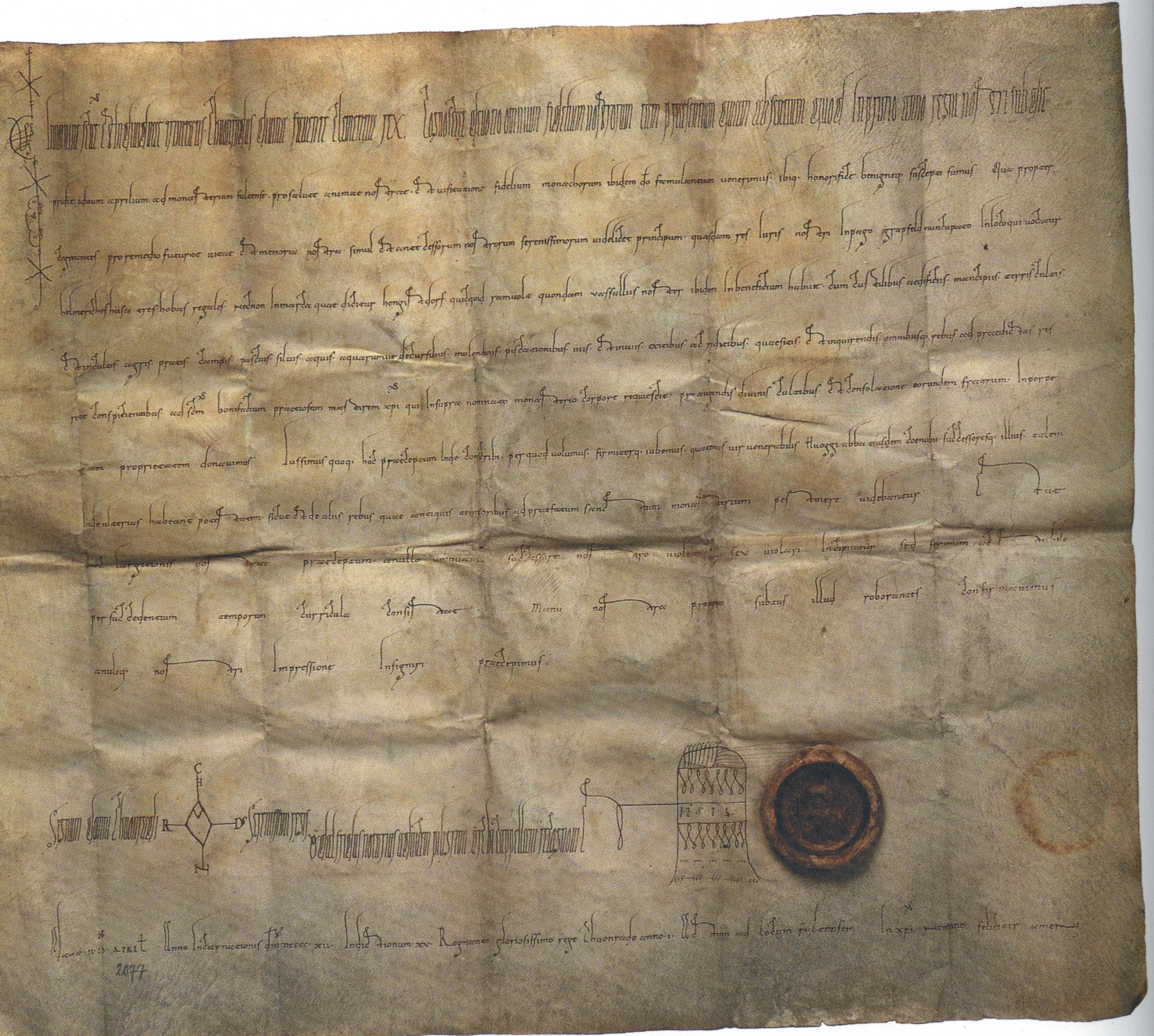
Königsurkunde Konrads I. Schenkung an das Kloster Fulda am 12. April 912.

### Symbolische Kommunikation
Das von Keller geleitete Teilprojekt Urkunde und Buch in der symbolischen Kommunikation mittelalterlicher Rechtsgemeinschaften und Herrschaftsverbände (2000–2008) gehörte zum Sonderforschungsbereich 496: Symbolische Kommunikation und gesellschaftliche Wertesysteme vom Mittelalter bis zur französischen Revolution. Eine der Leitfragen des Sonderforschungsbereichs lautete: „Wann und warum veränderte man Akte symbolischer Kommunikation, führte neue ein oder verzichtete auf ältere?“ Auch in diesem Teilprojekt bildete das kommunale Italien einen Schwerpunkt der Untersuchungen. Das Projekt befasste sich mit den Interpretationsmöglichkeiten des Schriftgebrauchs in seinem kommunikativen Kontext. Dabei sollten neue Erkenntnisse zur Entstehung und Verwendung herrscherlicher Urkunden im Früh- und Hochmittelalter gewonnen werden.
Die Einbeziehung der symbolischen Kommunikation trug zu einer Neubeurteilung der Schriftform bei. Nach Keller waren in Herrschaftsverbänden und Rechtsgemeinschaften des früheren Mittelalters die Urkunden „das wichtigste und zugleich das feierlichste Medium schriftlicher Kommunikation“. Keller plädierte bei den Herrscherurkunden für eine stärkere Berücksichtigung des bislang wenig erforschten Privilegierungsaktes und der Umstände, die zur Entstehung der Urkunden führten. Eine umfassende und angemessene Beurteilung der historischen Aussagekraft einer Urkunde sei nur unter Berücksichtigung der symbolischen Kommunikation möglich. Keller geht von einer engen Verschränkung von Urkundentext und symbolbeladener öffentlicher Interaktion aus. Erst wenn bei einem Diplom die jeweilige Gesamtstruktur und -aussage und die jeweilige historische Situation berücksichtigt werde, seien die Voraussetzungen für ein besseres Verständnis von Privileg und Privilegierungsakt gegeben. Keller betrachtet Urkunden somit nicht nur als Text- oder Rechtsdokumente, sondern als Mittel der Repräsentation und Selbstdarstellung des Herrschers und als „Hoheitszeichen“ in der Kommunikation des Königs mit seinen Getreuen. Der Akt der Urkundenausstellung war nach Keller weniger Ausdruck eines freien Herrscherwillens, sondern vielmehr das Ergebnis eines Kommunikations- und Konsensfindungsprozesses zwischen dem Herrscher und verschiedenen Interessengruppen. Die Privilegierung sei als rituell geprägtes Kommunikationsgeschehen zu deuten, das weit über den bloßen Akt der Urkundenübergabe hinausgehe. Der unmittelbare Entstehungs- und Verwendungszusammenhang einer Urkunde sei durch die Einordnung in feierliche Akte besser zu verstehen. Teile der Urkunde seien als gezielte kommunikative Signale zu deuten. Aus einer Herrscherurkunde, die einen juristischen Sachverhalt schriftlich fixiert, werde so eine Quelle für eine konkrete Situation im mittelalterlichen Herrschaftsverband. Nach Kellers Forschungen wurden die „schriftkulturellen Elemente der Authentizitätssicherung“ bei den früh- und hochkarolingischen Urkunden um 860 von einer größeren Öffentlichkeit und Repräsentativität beim Akt der Beurkundung abgelöst. Das vom König vervollständigte Monogramm und das Siegel wurden dazu vergrößert und deutlich vom Text abgesetzt. Die „visuelle Präsentation des Dokuments“ scheine „eingebettet zu sein in einen Wandel der öffentlichen Kommunikation des Herrschers mit seinen Getreuen“. Mit dieser Art der Besiegelung wurde die geringe Lese- und Schreibfähigkeit der weltlichen Amtsinhaber berücksichtigt. Die Urkunde wurde dadurch im 10. Jahrhundert zu einem Träger symbolischer Kommunikation. Nach Keller änderte sich während des 11. und 12. Jahrhunderts der Stellenwert von Beurkundungsakt und Dokument, weil sich die Auffassungen über die gesellschaftlichen Grundlagen von Recht und die Garantie des Rechts durch Herrschaft und Gemeinschaft veränderten. Ab der Mitte des 12. Jahrhunderts ist eine in den gesellschaftlich-kulturellen Zusammenhang eingreifende Ausweitung des Schriftgebrauchs und Differenzierung des Geschäftsschriftguts zu beobachten.

### Umbrüche in der Salier- und Stauferzeit
In einem 1983 veröffentlichten Aufsatz über das Verhalten von schwäbischen Herzögen des 11. und 12. Jahrhunderts als Thronbewerber leitete Keller mit der Vorstellung einer „Fürstenverantwortung für das Reich“ einen Paradigmenwechsel in der deutschsprachigen Mediävistik ein. Sein neuer Forschungsansatz ging von den Motiven der Großen und dem grundlegenden Verhältnis von König, Fürsten und Reich insgesamt aus. Keller ermittelte eine Veränderung des Wahlverständnisses im 11. und 12. Jahrhundert und konnte zeigen, dass das Verhalten der schwäbischen Herzöge andere Beweggründe hatte als das bislang unterstellte Motiv „Eigennutz der Fürsten“. Die Fürsten erhoben seit 1002 und verstärkt seit 1077 den Anspruch, als „Gruppe für das Reich handeln […] und sich als die Allgemeinheit gegen Sonderinteressen durchsetzen“ zu können. Dadurch wurde das Reich „zu einem auch ohne den König handlungsfähigen Verband“. Mit dieser Sichtweise stellte sich Keller gegen die ältere Forschungsmeinung, welche die Fürsten als „Totengräber des Reiches“ ansah, die mit ihrem Verhalten im Verlauf des Mittelalters zum Niedergang der königlichen Zentralgewalt beigetragen hätten.
Kellers Darstellung des Hochmittelalters im zweiten Band der Propyläen-Geschichte Deutschlands (1986) fand große Anerkennung in der Mittelalterforschung. Das Buch gliedert sich in die drei Hauptteile Das Reich der Salier im Umbruch der frühmittelalterlichen Welt (1024–1152) (S. 57–216), Die Neugestaltung der Lebensverhältnisse in der Entfaltung menschlichen Denken und Handelns (S. 219–371) und Das deutsche Reich zwischen Weltkaisertum, päpstlicher Vollgewalt und Fürstenmacht (1152–1250) (S. 375–500). In seiner Darstellung deutete Keller die Konflikte in der Zeit der Salier und Staufer nicht mehr als Auseinandersetzungen zwischen Königtum und Adel, sondern beschrieb die „Königsherrschaft in und über dem Rangstreit der Großen“. Aufstände zu bekämpfen sei ein wesentlicher Bestandteil der Herrschaftstätigkeit der Salier gewesen. Konflikte entstanden nach Keller überall da, wo Veränderungen der Rangordnung und des Machtgefüges drohten. Wenn Ämter oder Lehen nach dem Tod ihrer Inhaber neu zu vergeben waren, sei Streit entstanden. Eine zentrale Herrscheraufgabe des Königs habe aber auch darin bestanden, lokale Konflikte zu schlichten. Anders als Historiker wie Egon Boshof oder Stefan Weinfurter betrachtete Keller die zunehmende Kritik an der Regierung Heinrichs III. im letzten Jahrzehnt seiner Herrschaft nicht als Anzeichen einer grundsätzlichen Krise, da man ansonsten die ganze ottonische und salische Zeit als Krisenepoche bezeichnen müsse.
In einem im September 2000 gehaltenen und 2006 veröffentlichten Vortrag konstatiert Keller einen Wandel der gesellschaftlichen Werte im 12. Jahrhundert. Er beobachtet ein deutlicheres Hervortreten der Einzelpersönlichkeit in der Gesellschaft. Zugleich werde ein Wandel der politischen Ordnungen sichtbar, der die persönliche Existenz der Menschen stärker als bisher in universell gültige Normen eingebunden habe. Laut Keller gehören beide Entwicklungen als komplementäre Phänomene unmittelbar zusammen. Anhand zahlreicher politischer und sozialer Veränderungen untermauert er seine These einer Verflechtung von Ordnung der Gemeinschaft und Verantwortung des Einzelnen. So habe der Eid seit dem 12. Jahrhundert nicht nur eine größere Bedeutung erlangt, sondern durch die Eidesleistung habe sich nunmehr der Einzelne an das Ganze des politischen Verbandes gebunden. Seit dem 12. Jahrhundert trete als Neuerung beim Eid eine Selbstbindung an Prinzipien des Zusammenlebens in der Gemeinschaft hervor. Außerdem habe sich im 12. Jahrhundert nicht nur die Rechtsordnung verändert, sondern vor allem auch die Auffassung vom Recht. Im Strafrecht habe sich das Verständnis von Strafe und Schuld gewandelt: Die in Eigenverantwortung begangene Tat sollte nun nicht mehr mit einer compositio ausgeglichen, sondern mit einer gerechten Strafe belegt werden, abgestuft nach der Schwere der Untat. Dem Wandel und den Umbrüchen im 12. Jahrhundert widmete Keller weitere Veröffentlichungen.

## Wissenschaftliche Nachwirkung
Keller hatte mit seiner Analyse der ottonischen Königsherrschaft, seinen verfassungs- und landesgeschichtlichen Beobachtungen zur herrschaftlichen Durchdringung eines Territoriums durch das Königtum, mit der Erforschung der Rituale und Konflikte sowie mit seinen Ausführungen über Urkunden und Siegel als Träger der Kommunikation zwischen Herrscher und Urkundenempfänger wesentlichen Anteil an der Neubewertung des hochmittelalterlichen Königtums, die in der Forschung seit den 1980er Jahren einsetzte. So sieht Hans-Werner Goetz (2003) in einer Überblicksdarstellung die frühmittelalterliche Königsherrschaft vor allem durch Rituale und Herrschaftsrepräsentation geprägt.
Kellers 1982 vorgetragene Ergebnisse zur königlichen Herrschaftsausübung, die um 1000 alle Reichsteile einbezog, wurden in der Forschung weitgehend anerkannt. Im Jahr 2012 hat jedoch Steffen Patzold, im Gegensatz zu Kellers Auffassung über die Integration der süddeutschen Herzogtümer, Schwaben auch unter Heinrich II. als Randzone des Reiches angesehen, da nicht eine einzige Synode, die im Beisein Heinrichs II. tagte, in Schwaben stattfand. Die Feier eines Hochfests (Weihnachten, Ostern und Pfingsten), die als Akt königlicher Repräsentation und Herrschaftsausübung galt, fand nur einmal in Schwaben statt. Patzold verwies außerdem auf das urkundliche Material: Nur fünf Prozent aller Urkunden Heinrichs II. wurden in Schwaben ausgestellt.
Die von Keller und seiner Forschergruppe vertretene Deutung von Herrscherurkunden als visuelle Medien hat sich in der Geschichtswissenschaft allgemein durchgesetzt. Neuere Arbeiten nehmen Urkunden kaum noch lediglich als bloße Texte wahr.
Die in den Jahren von 1986 bis 1999 aus dem Projekt „Der Verschriftlichungsprozess und seine Träger in Oberitalien“ hervorgegangenen Arbeiten sind in der italienischen Mittelalterforschung – wohl vorwiegend aus sprachlichen Gründen – bisher nur selektiv rezipiert worden.
Gegen eine Überbetonung des Gegensatzes zwischen „karolingischer Staatlichkeit“ und ottonischer „Königsherrschaft ohne Staat“ sprach sich 2001 August Nitschke aus. Seine Ausführungen schließen mit dem Ergebnis: „Der Übergang von der karolingischen Staatlichkeit zur personal begründeten Herrschaft der Ottonen, zu einem ‚Personenverbandsstaat‘, muß nicht erklärt werden; denn es gab diese ‚Staatlichkeit‘ bei den Karolingern gar nicht“. Auch in anderen Untersuchungen, etwa von Roman Deutinger und Steffen Patzold, wird der von Keller betonte Gegensatz zwischen den Herrschaftsformen der Karolinger- und der Ottonenzeit als weitaus weniger tief angesehen.
Kellers und Althoffs Forschungen über Amicitia-Bündnisse und Schwureinungen, polyzentrische Herrschaftsordnung, Schriftkultur, Rituale und Symbole brachten einen erheblichen Erkenntnisgewinn. Ihre Sichtweise wurde in der gegenwärtigen Mediävistik zu den Ottonen stark rezipiert. Ihre 1985 veröffentlichte Doppelbiographie Heinrich I. und Otto der Große wurde 2008 durch die Biographie von Wolfgang Giese um den aktuellen Forschungsstand ergänzt. Jutta Schlick untersuchte in einer 2001 erschienenen Arbeit vor allem auf der Grundlage von Kellers Forschungen die Königswahlen und die Hoftage von 1056 bis 1159. Elke Goez befasste sich in ihrer 2003 veröffentlichten Passauer Habilitationsschrift mit der pragmatischen Schriftlichkeit, indem sie „die Verwaltungs- und Archivpraxis der Zisterzienser, ihr[en] Umgang mit dem eigenen urkundlichen und administrativen Schriftgut“ untersuchte.
Die meisten Schüler Kellers waren zugleich Mitarbeiter des Münsteraner Sonderforschungsbereichs; ihre Stellen wurden im Rahmen des Sonderforschungsbereichs von der Deutschen Forschungsgemeinschaft finanziert. Die Untersuchungen blieben daher in starkem Maße auf die Thematik des von Keller geleiteten Forschungsprojektes „Der Verschriftlichungsprozess und seine Träger in Oberitalien“ ausgerichtet. Dadurch konnte sich in Münster eine „Schule“ im Sinne eines Kreises von Schülern mit einem gemeinsamen Forschungsgebiet herausbilden: Roland Rölker untersuchte die Rolle verschiedener Familien im Contado (als Herrschafts- und Wirtschaftsgebiet beanspruchtes Umland) und in der Kommune Modena, Nikolai Wandruszka analysierte die gesellschaftliche Entwicklung Bolognas im Hochmittelalter, Thomas Behrmann verfolgte anhand der beiden Urkundenbestände in Novara, des Domkapitels von S. Maria und des davon abgespaltenen Kapitels der Basilika von S. Gaudenzio, den Verschriftlichungsprozess vom 11. bis zum 13. Jahrhundert und analysierte den starken Anstieg der Schriftzeugnisse in den ersten Jahrzehnten des 13. Jahrhunderts, Jörg W. Busch befasste sich mit der Mailänder Geschichtsschreibung vom späten 11. bis zum frühen 14. Jahrhundert, Petra Koch arbeitete über die Vercelleser Kommunalstatutencodices von 1241 und 1341 und Peter Lütke Westhues über die Veroneser Kommunalstatutenbücher von 1228 und 1276. Patrizia Carmassi analysierte den Gebrauch und die Verwendung liturgischer Bücher in den kirchlichen Institutionen der Stadt Mailand von der Karolingerzeit bis in das 14. Jahrhundert, Thomas Scharff verfolgte in mehreren Beiträgen die Verwendung von Schrift im Rahmen der Inquisition, Christoph Dartmann erforschte die Anfänge der Mailänder Kommune (1050–1140), der konsularischen Kommune Genuas im 12. Jahrhundert und der städtischen Kommune in Florenz um 1300 und Petra Schulte befasste sich mit dem Vertrauen in die oberitalienischen Notariatsurkunden des 12. und 13. Jahrhunderts.

## Schriften (Auswahl)
Ein Schriftenverzeichnis erschien in: Thomas Scharff, Thomas Behrmann (Hrsg.): Bene vivere in communitate. Beiträge zum italienischen und deutschen Mittelalter. Hagen Keller zum 60. Geburtstag überreicht von seinen Schülerinnen und Schülern. Waxmann, Münster 1997, ISBN 3-89325-470-6, S. 311–319.
Monographien
- Die Ottonen. 1. Aufl. 2001, 6., aktualisierte Auflage. Beck, München 2021, ISBN 978-3-406-77413-3.
- mit Gerd Althoff: Die Zeit der späten Karolinger und der Ottonen. Krisen und Konsolidierungen 888–1024. 10., völlig neu bearbeitete Auflage. Klett-Cotta, Stuttgart 2008, ISBN 978-3-608-60003-2.
- Ottonische Königsherrschaft. Organisation und Legitimation königlicher Macht. Wissenschaftliche Buchgesellschaft, Darmstadt 2002, ISBN 3-534-15998-5.
- Zwischen regionaler Begrenzung und universalem Horizont. Deutschland im Imperium der Salier und Staufer 1024 bis 1250 (= Propyläen-Geschichte Deutschlands. Bd. 2). Propyläen-Verlag, Berlin 1986, ISBN 3-549-05812-8.
- mit Gerd Althoff: Heinrich I. und Otto der Große. Neubeginn auf karolingischem Erbe. Muster-Schmidt, Göttingen u. a. 1985, ISBN 3-7881-0122-9.
- Adelsherrschaft und städtische Gesellschaft in Oberitalien. 9. bis 12. Jahrhundert (= Bibliothek des Deutschen Historischen Instituts in Rom. Bd. 52). Niemeyer, Tübingen 1979, ISBN 3-484-80088-7 (Teilweise zugleich: Freiburg (Breisgau), Habilitationsschrift, 1971, unter dem Titel: Senioren und Vasallen, Capitane und Valvassoren. T. 1).
- Kloster Einsiedeln im ottonischen Schwaben (= Forschungen zur oberrheinischen Landesgeschichte. Bd. 13). Alber, Freiburg i. Br. 1964.

Herausgeberschaften
- mit Marita Blattmann: Träger der Verschriftlichung und Strukturen der Überlieferung in oberitalienischen Kommunen des 12. und 13. Jahrhunderts (= Wissenschaftliche Schriften der WWU Münster. Bd. 25). Westfälische Wilhelms-Universität, Münster 2016, ISBN 3-8405-0142-3.
- mit Christel Meier, Volker Honemann, Rudolf Suntrup: Pragmatische Dimensionen mittelalterlicher Schriftkultur. Akten des Internationalen Kolloquiums Münster 26.–29. Mai 1999 (= Münstersche Mittelalter-Schriften. Bd. 79). Fink, München 2002, ISBN 3-7705-3778-5 (Digitalisat).
- mit Christel Meier, Thomas Scharff: Schriftlichkeit und Lebenspraxis im Mittelalter. Erfassen, Bewahren, Verändern (Akten des internationalen Kolloquiums 8.–10. Juni 1995) (= Münstersche Mittelalter-Schriften. Bd. 76). Fink, München 1999, ISBN 3-7705-3365-8 (Digitalisat).
- mit Franz Neiske: Vom Kloster zum Klosterverband. Das Werkzeug der Schriftlichkeit. Akten des Internationalen Kolloquiums des Projekts L 2 im SFB 231, 22.–23. Februar 1996 (= Münstersche Mittelalter-Schriften. Bd. 74). Fink, München 1997, ISBN 3-7705-3222-8 (Digitalisat).
- mit Thomas Behrmann: Kommunales Schriftgut in Oberitalien. Formen, Funktionen, Überlieferung (= Münstersche Mittelalter-Schriften. Bd. 68). Fink, München 1995, ISBN 3-7705-2944-8.
- mit Klaus Grubmüller, Nikolaus Staubach: Pragmatische Schriftlichkeit im Mittelalter. Erscheinungsformen und Entwicklungsstufen (Akten des internationalen Kolloquiums, 17.–19. Mai 1989) (= Münstersche Mittelalter-Schriften. Bd. 65). Fink, München 1992, ISBN 3-7705-2710-0 (Digitalisat).